# Kasteel van Hardelot
Het Kasteel van Hardelot (Frans: Château d'Hardelot) is een kasteel in de stad Condette in het departement Pas-de-Calais, Frankrijk. Het huidige (mini)kasteel is een herenhuis gebouwd in opdracht van de kapitein Henry Guy. Het geheel is voltooid in het midden van de 19e eeuw en gebouwd op de fundamenten uit 1222.

## Historie
In de 11e eeuw wordt een versterking gebouwd bestaande uit twee eilanden in een moerassige plas onderling verbonden met een brug en één verbonden met de oever. Op de eilanden bevonden zich enkele door palissaden omgeven boerenwoningen. In een document uit 1194 is dan sprake van het kasteel d'Adrelo, in eerste instantie ontworpen als een houten fort. Dit fort wordt in de 13e eeuw omgevormd tot een kasteel, de eilanden worden samengevoegd en het kasteel bestaat uit een ommuring met woning en bijgebouwen. In de loop der tijd wordt het kasteel vele malen belegerd zowel door Engelsen als Franse legers en wisselt verscheidene keren van eigenaar.
Aan het eind van de 19e eeuw resten nog slechts de ruïnes en enkele fundamenten. Hierop wordt door de Engelsman Sir John Hare een landhuis in de vorm van een minikasteel gebouwd, het geheel is voltooid in het midden van de 19e eeuw. De stijl kan worden omschreven als neo-Tudor en het bouwwerk wordt wel aangeduid als het Windsor van Frankrijk. Het heeft de vorm van een veelhoek met negen torens, omringd door water op dertig meter boven zeeniveau met uitzicht op de moerassen (regionale natuurreservaat Marais de Condette) en het étang des Miroirs (Spiegelmeer). De naam is ontleend aan de badplaats Hardelot-Plage die is gesticht door Whitley.
Tegenwoordig is het Centre culturel de l'Entente cordiale, gewijd aan de betrekkingen tussen de Fransen en de Engelsen, in het kasteel ondergebracht.

### Enkele jaartallen

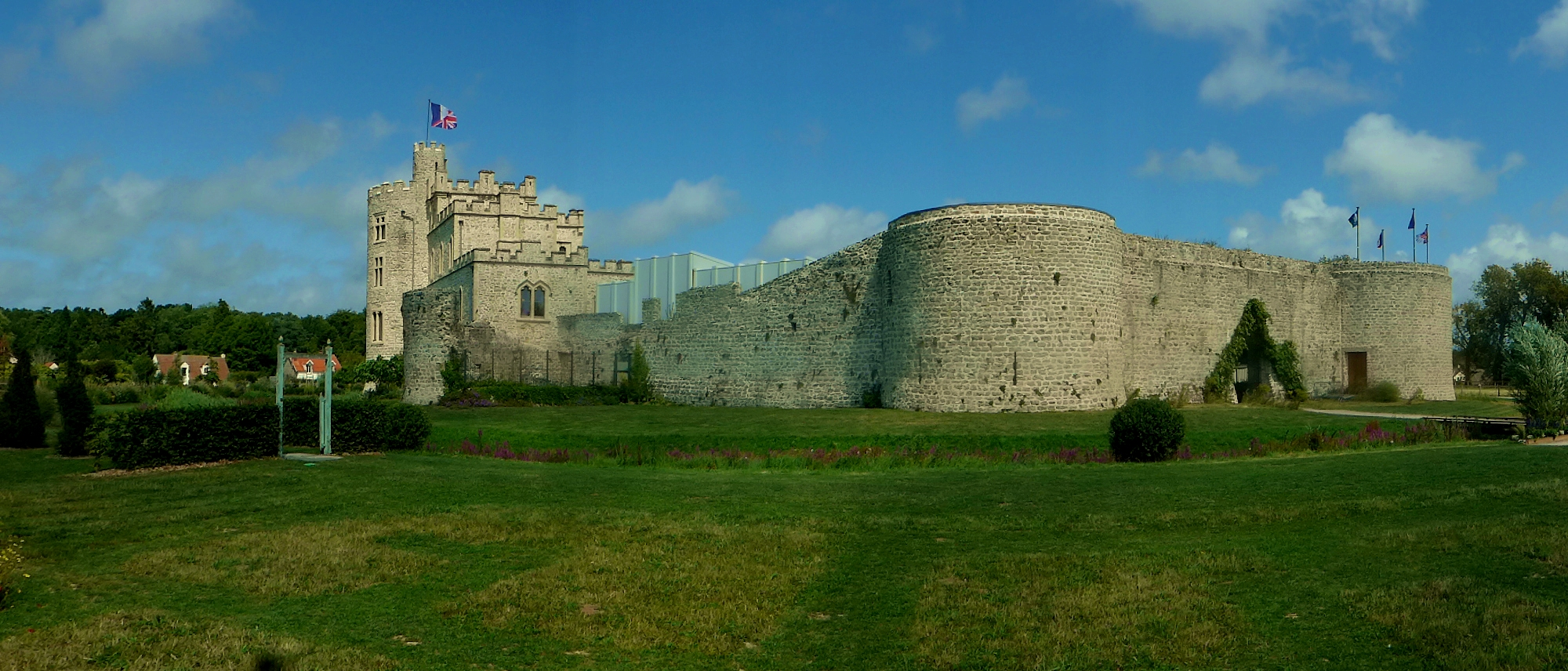
zuidwestzijde
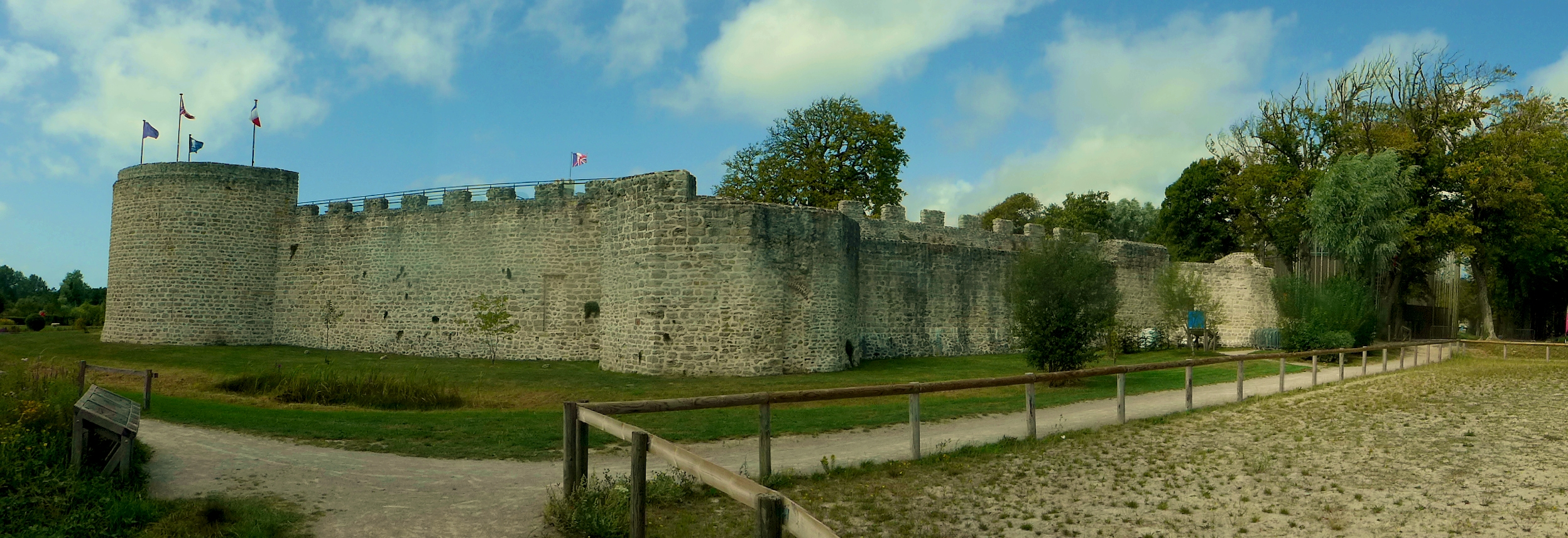
zuidoostzijde

- 1222 - 1231: het kasteel d'Andrelot wordt gebouwd door graaf Philippe Hurepel de Clermont, zoon van koning Philippe Auguste, en Mathilde de Dammartin (v.1202-1259), gravin van Boulogne en Dammartin.
- In de 15e eeuw komt het kasteel in bezit van het koninkrijk Frankrijk en wordt het een koninklijk fort.
- 1791: als nationaal bezit verkocht en aangekocht door de heer van Châteaubourg voor 26.400 pond.
- 1820: het kasteel wordt weer verkocht met de 880 hectare duinen en stuwmeren. Een paar jaar later, in de hoop de opmars van het zand in het land te stoppen, worden naaldbomen aangeplant.
- 1848: het kasteel wordt overgenomen door de Engelsman Sir John Hare, een magistraat van Bristol, die probeert de middeleeuwse ruïnes te herstellen.
- 1865 - 1872: kapitein Henry Guy koopt het kasteel en bouwt een herenhuis in neo-Tudorstijl op de 13e-eeuwse fundamenten van een van de best bewaarde torens.
- 1897: de Engelsman John Robinson Whitley koopt, samen met een aantal van zijn vrienden, het kasteel met de bijgebouwen.
- 1914 - 1918: tijdens de Eerste Wereldoorlog staat het kasteel ter beschikking van het Britse leger.
- 1934: verkocht aan pater Bouly, de priester van Condette en Hardelot, het wordt dan gebruikt als nonnenklooster.
- 1987: verkocht aan de gemeente Condette.
- 2007 - 2009: omvangrijke restauratie.
- 2009: installatie van het Centre culturel de l'Entente cordiale.

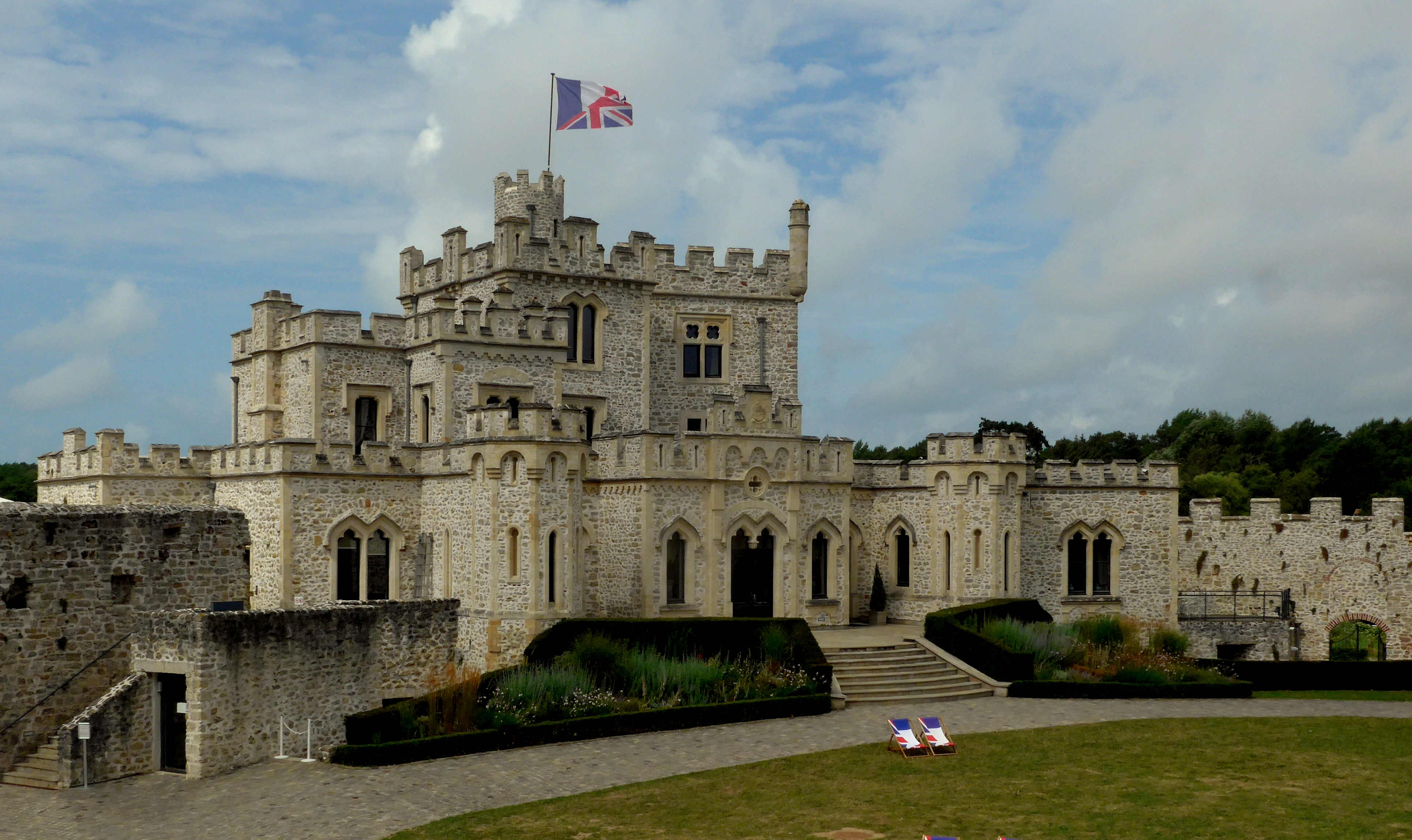
façade (oost)
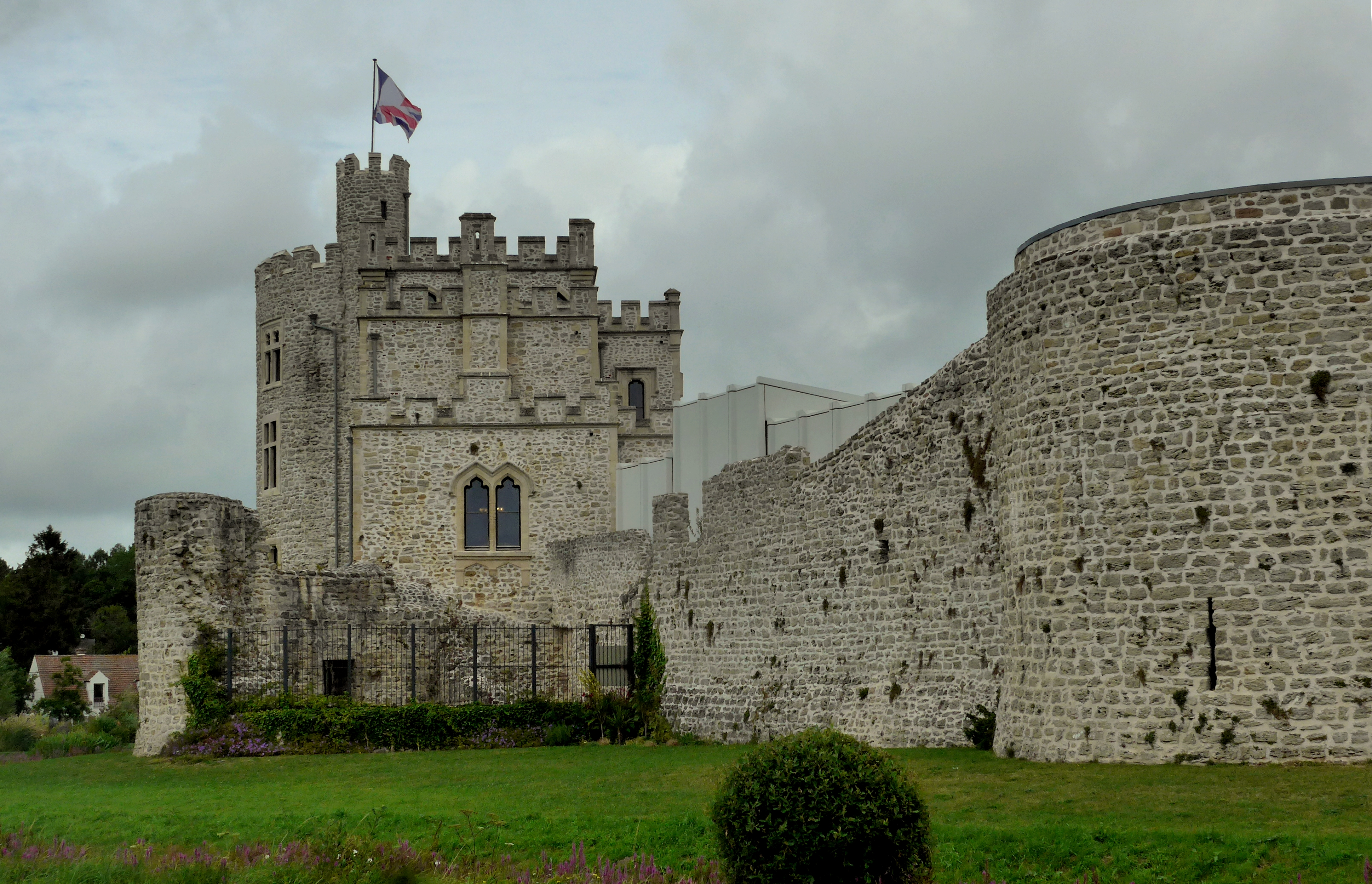
zuidzijde
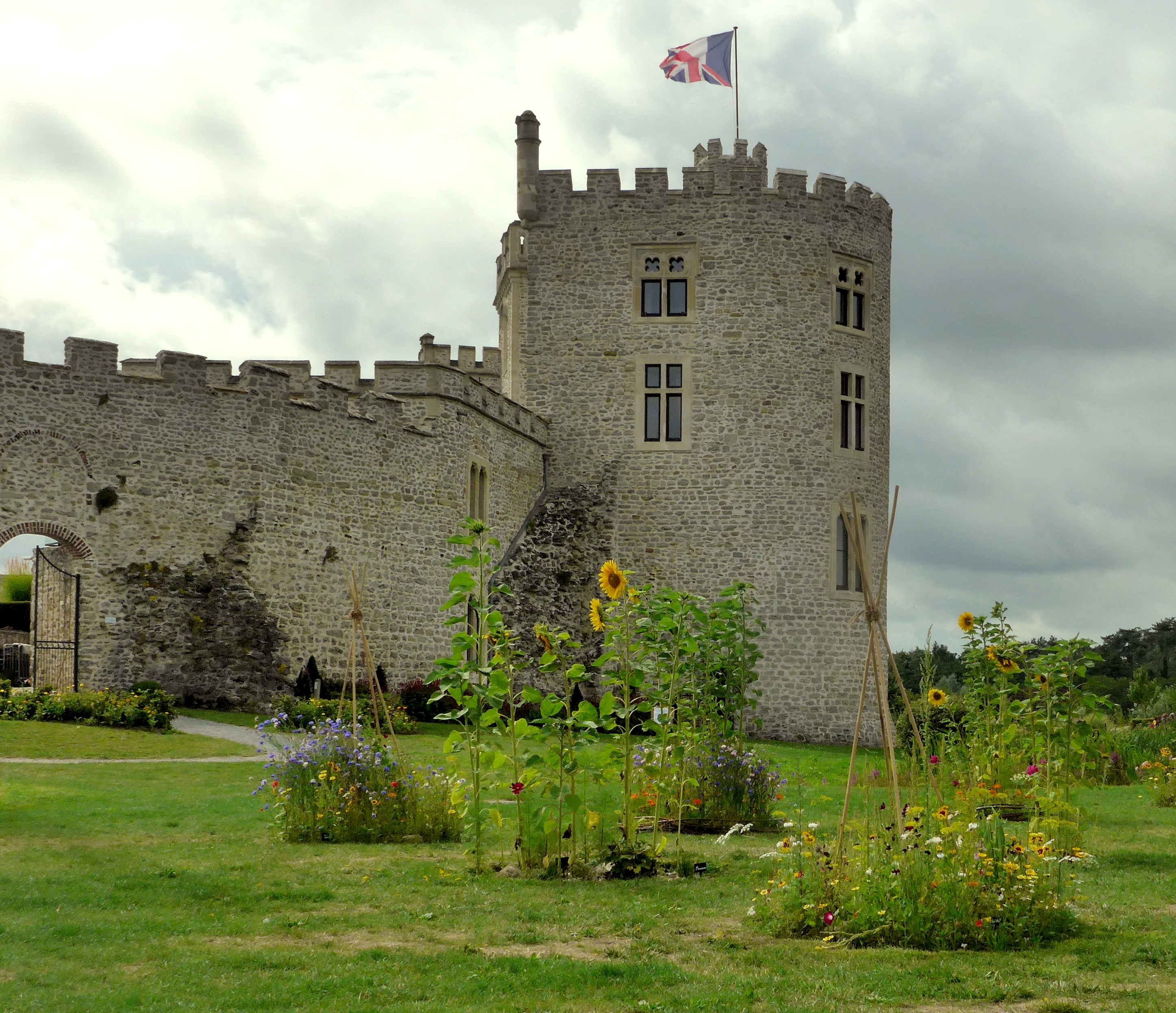
noordzijde

- zuidwestzijde
- zuidoostzijde

## Interieur
In 2014 worden de interieurs van het kasteel opnieuw ingericht als een permanente tentoonstelling gewijd aan de geschiedenis van het kasteel en de Frans-Britse relaties. Het is geïnspireerd op Engelse en Franse huizen uit de tweede helft van de 19e eeuw en ingericht met meubilair dat onder andere ter beschikking is gesteld door het Mobilier national. De oorspronkelijke verzameling kunstwerken wordt aangevuld met werken uit het Louvre en musea in Boulogne-sur-Mer en Saint-Omer.

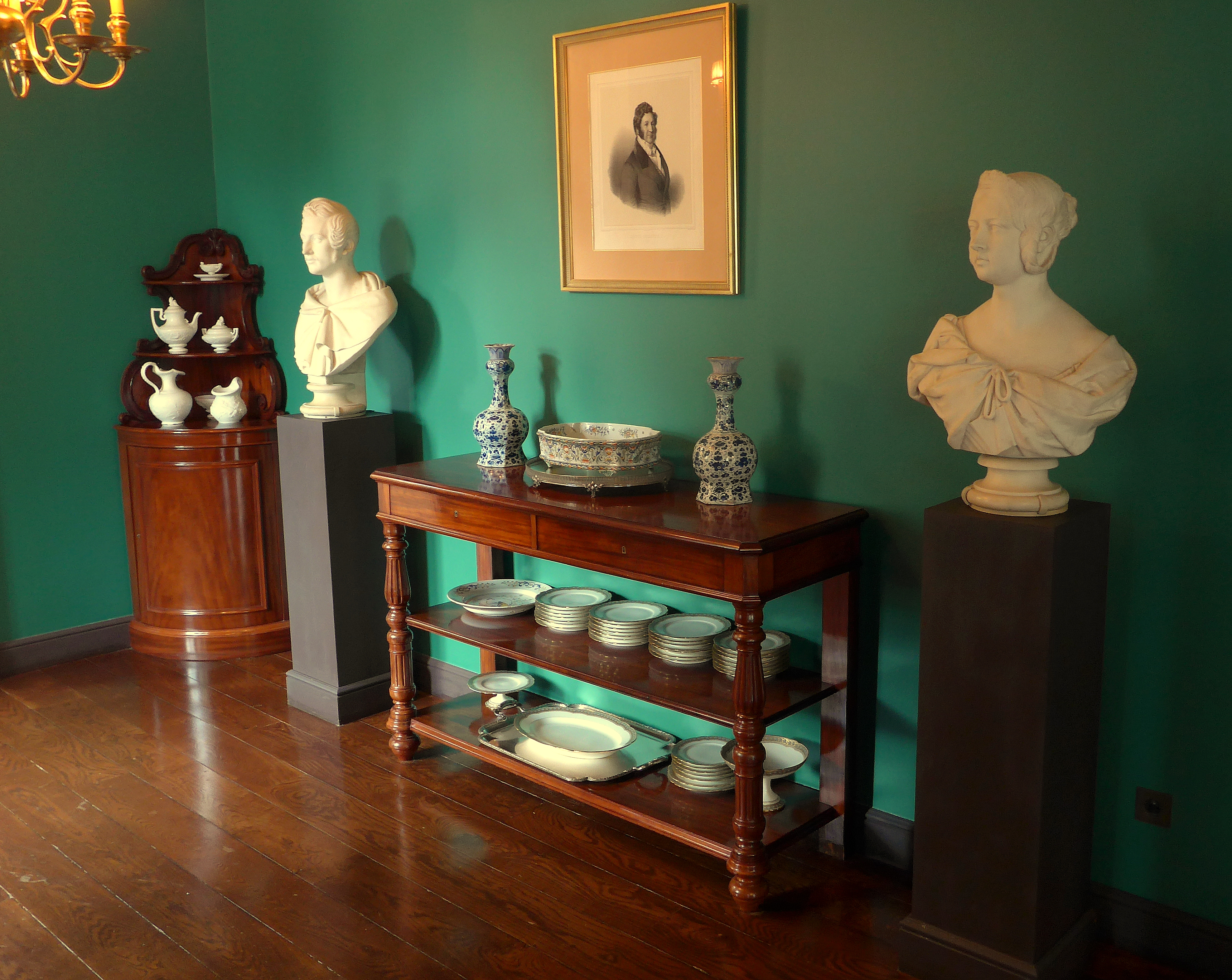
eetzaal
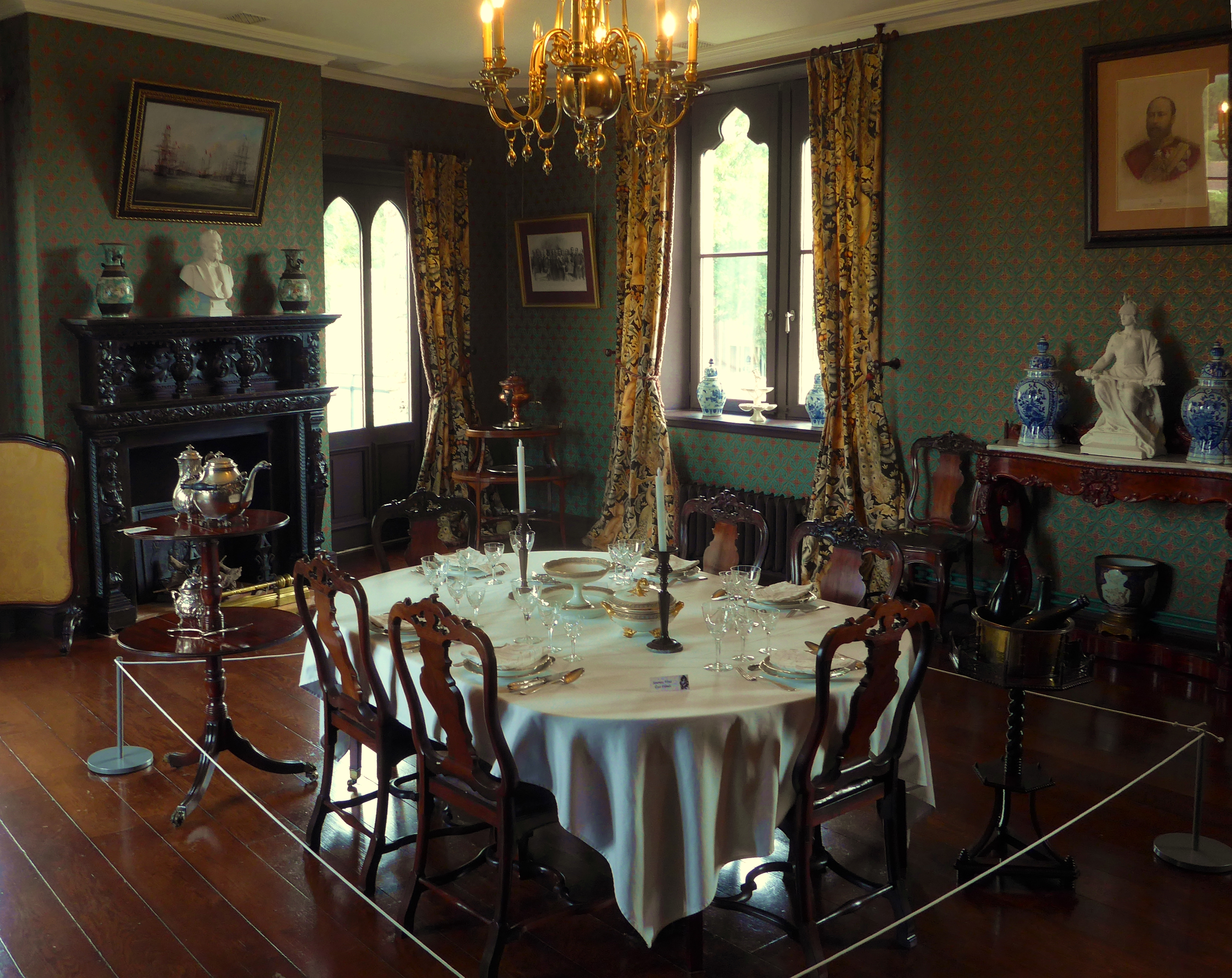
eetzaal
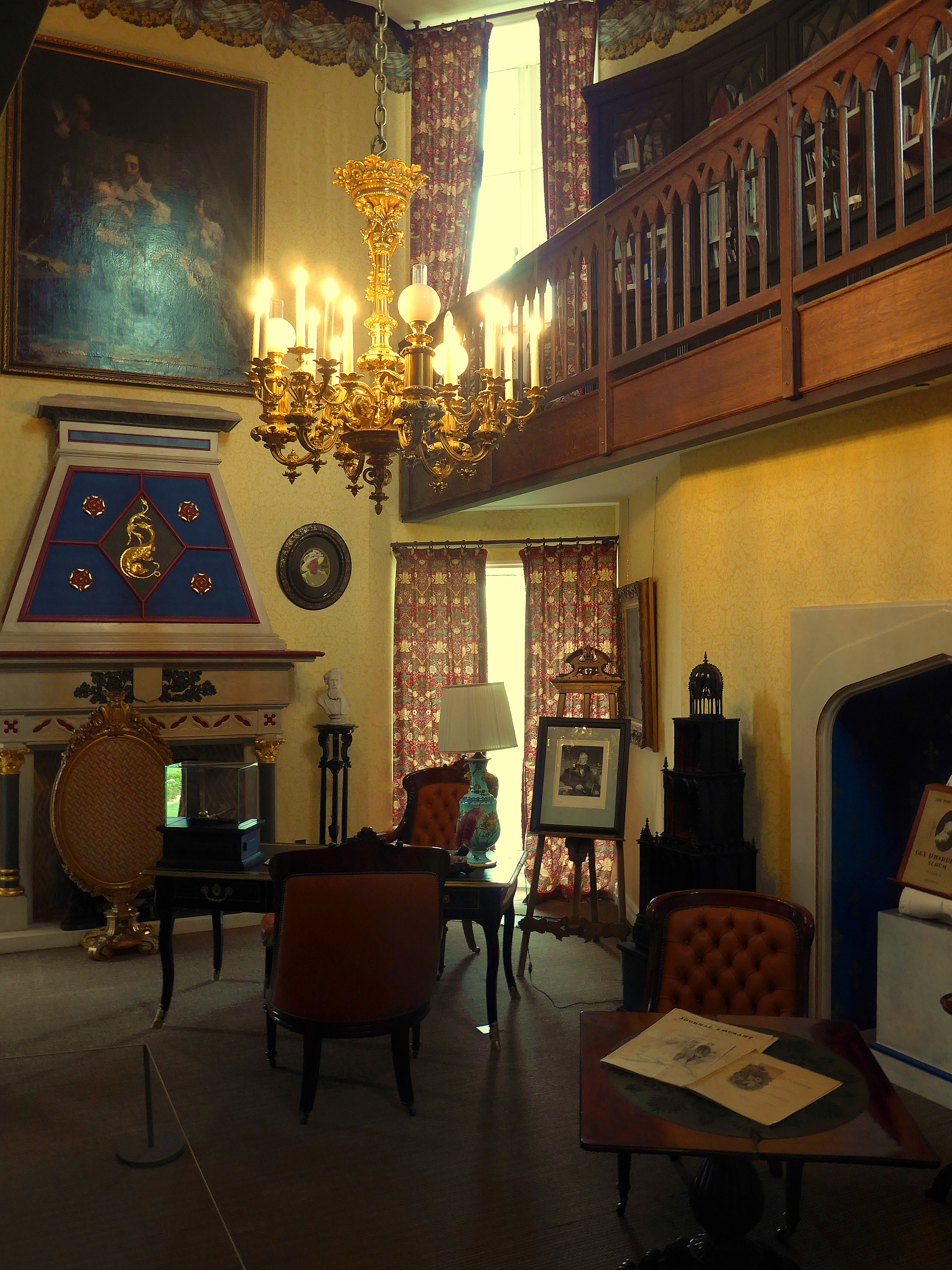
bibliotheek
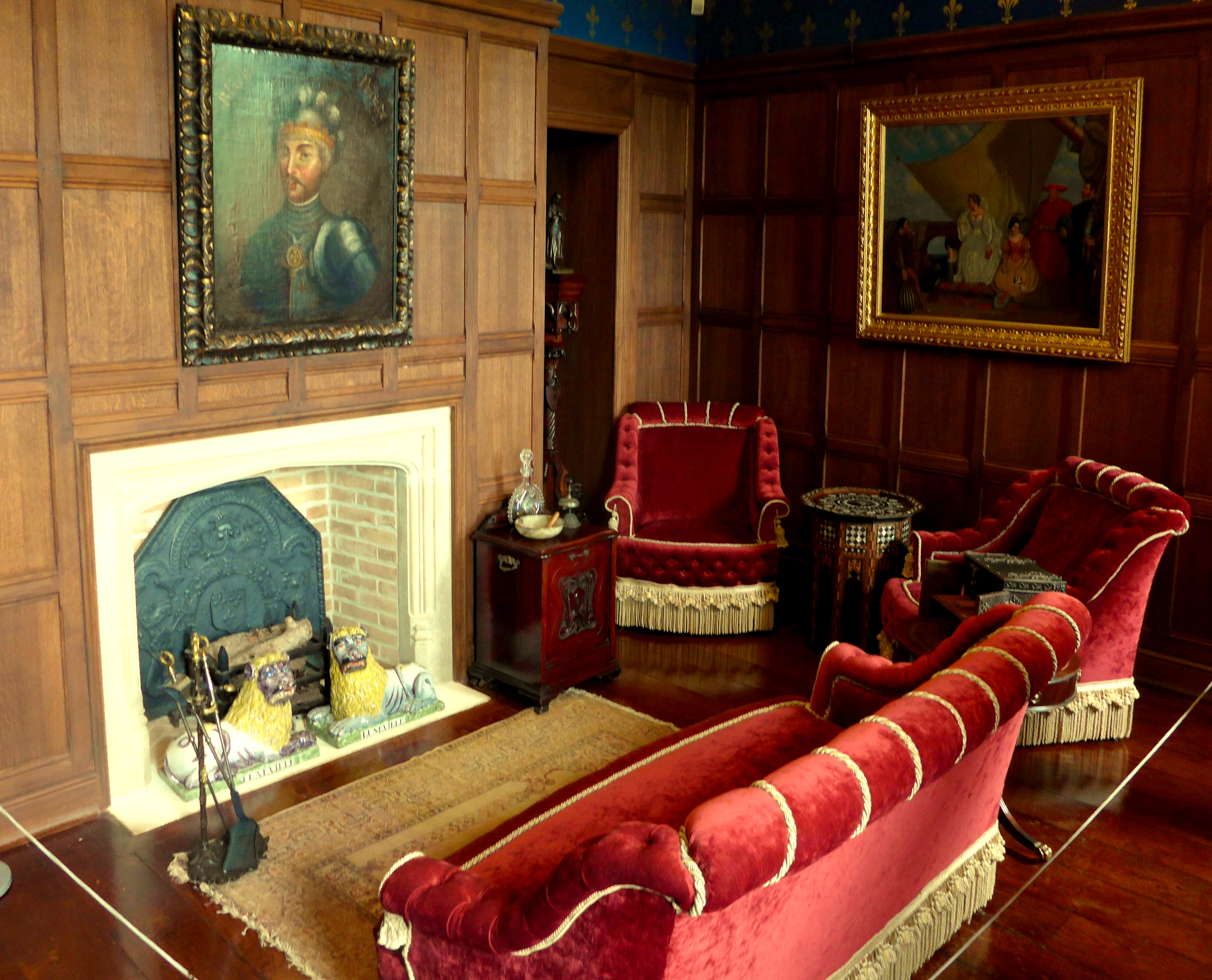
rooksalon
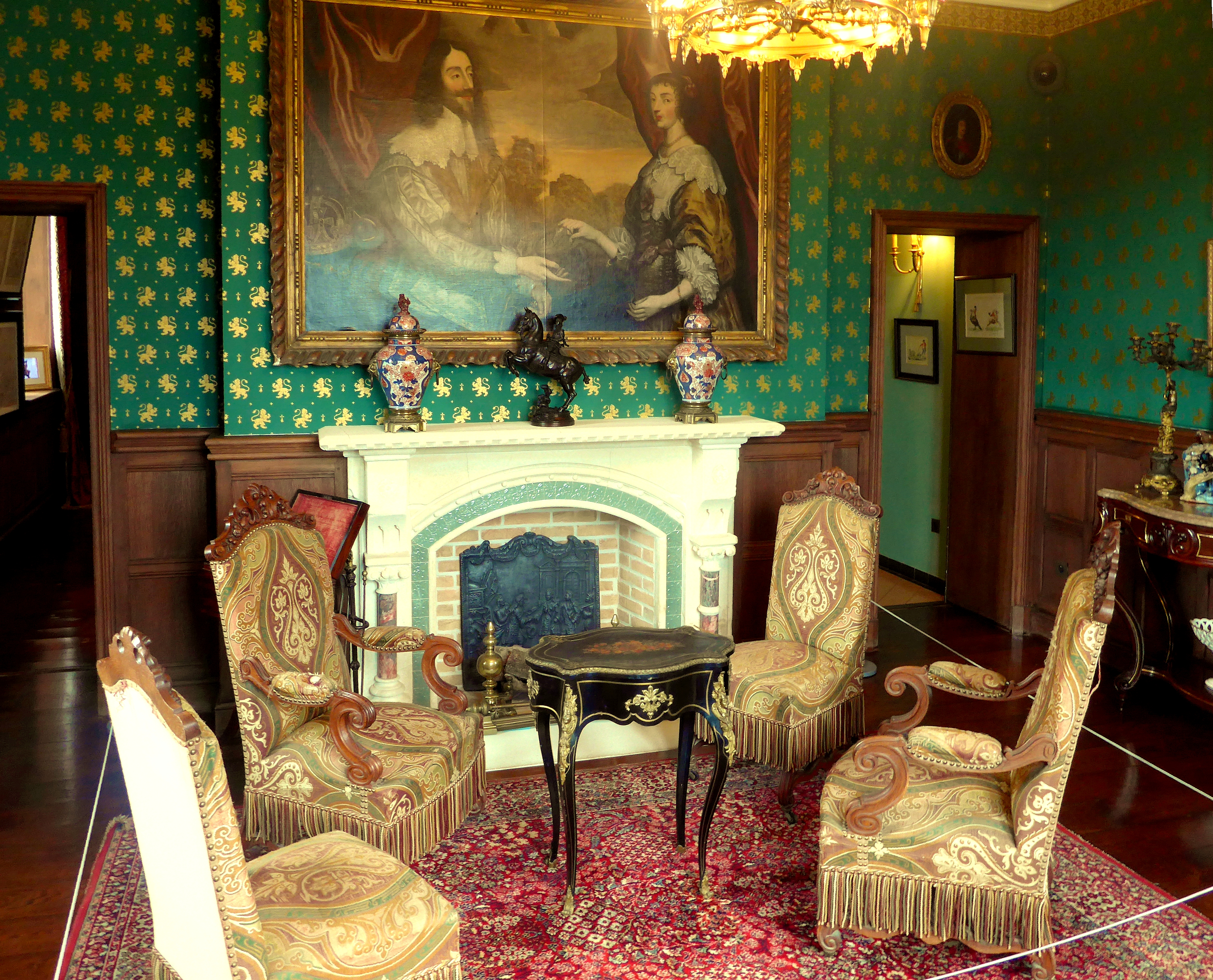
salon
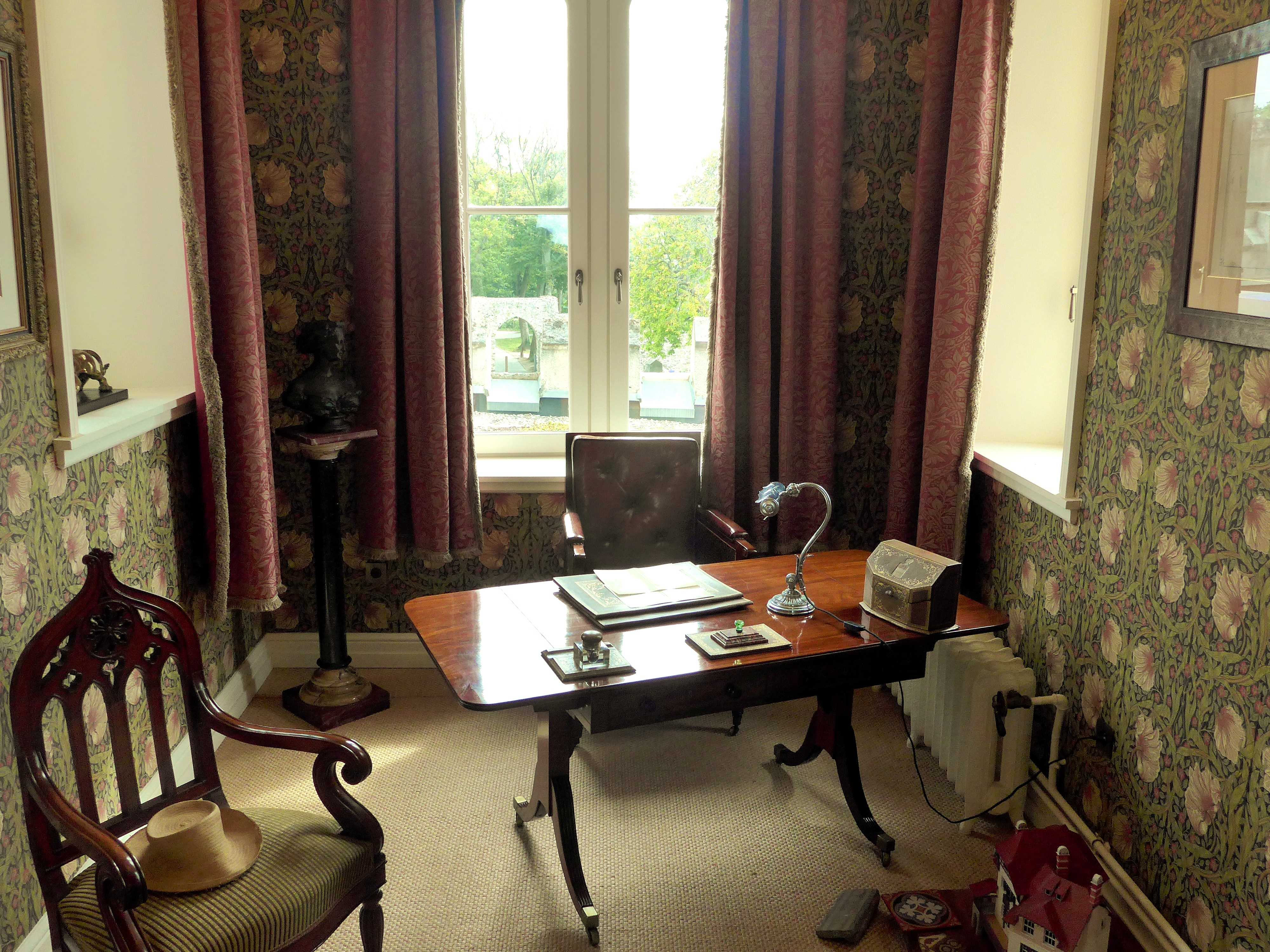
studeerkamer
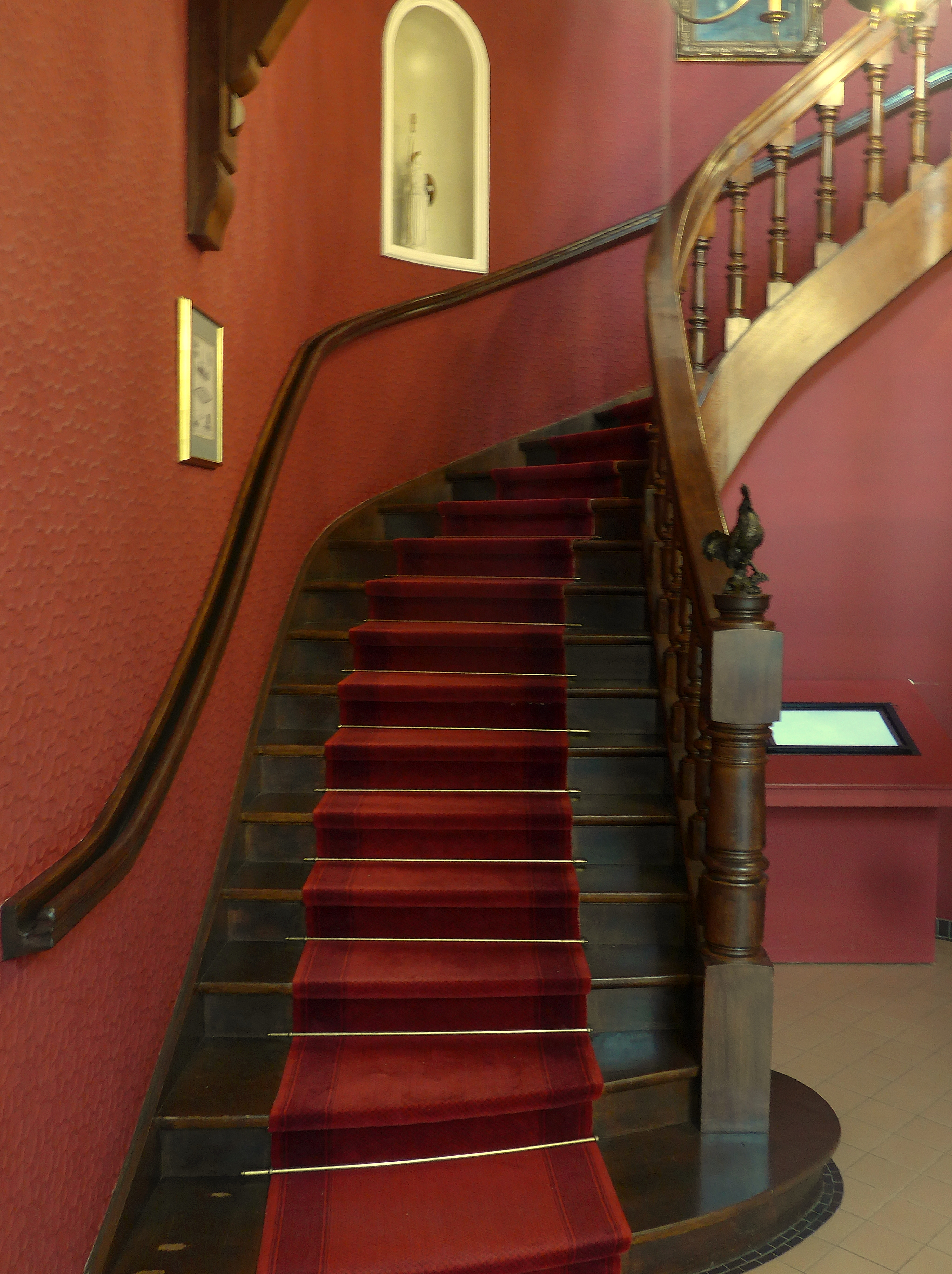
trap
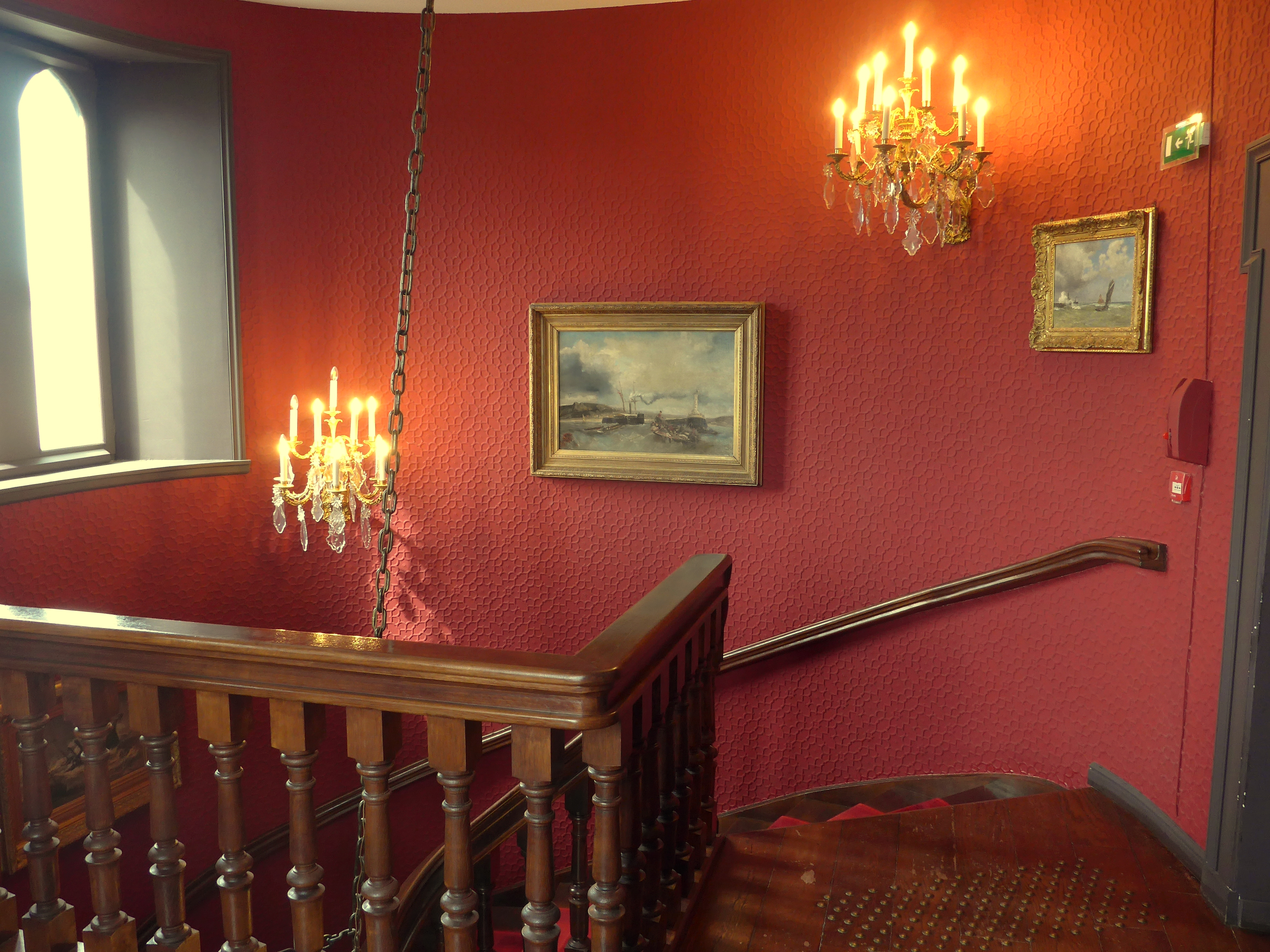
overloop
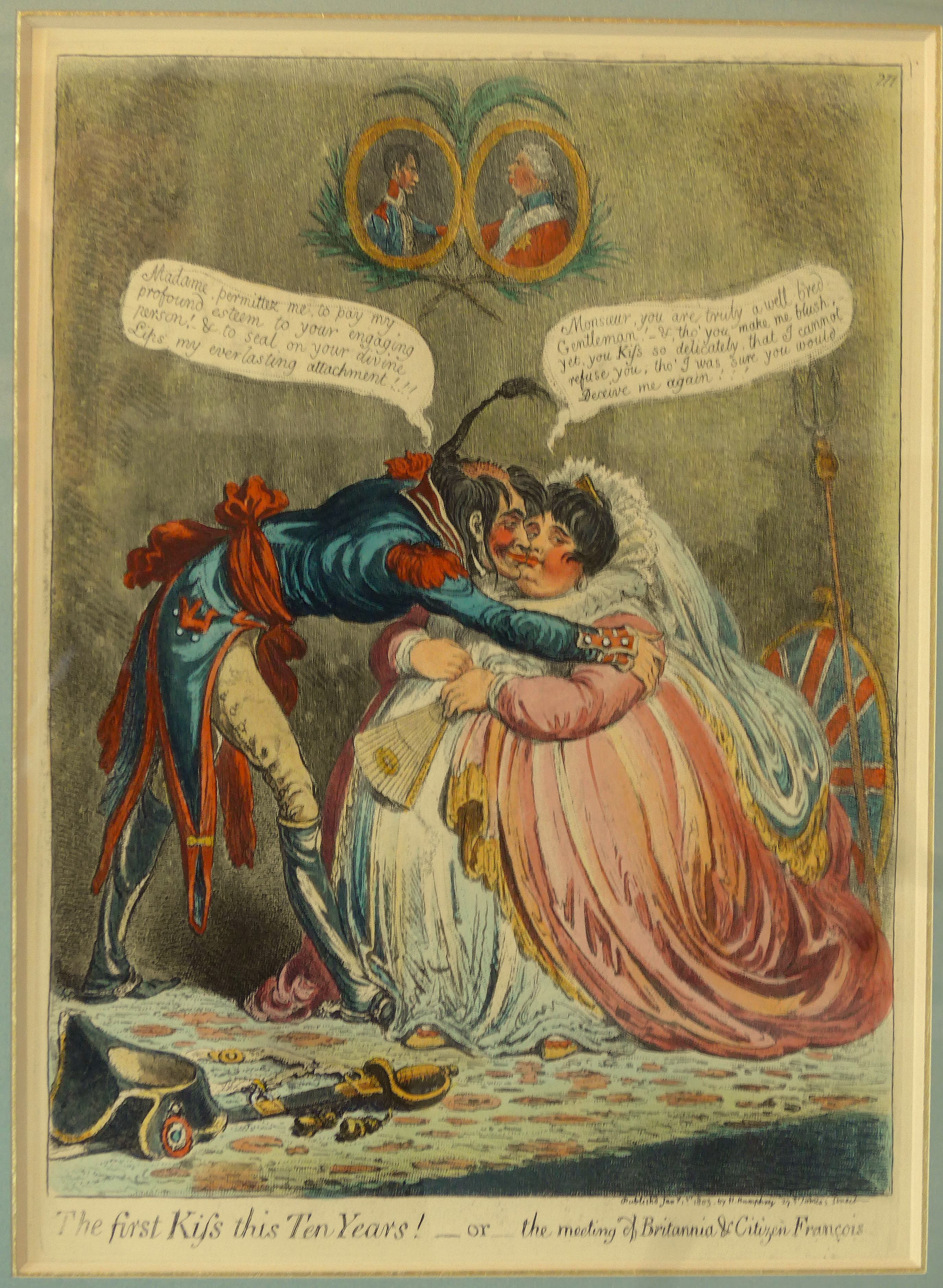
spotprent
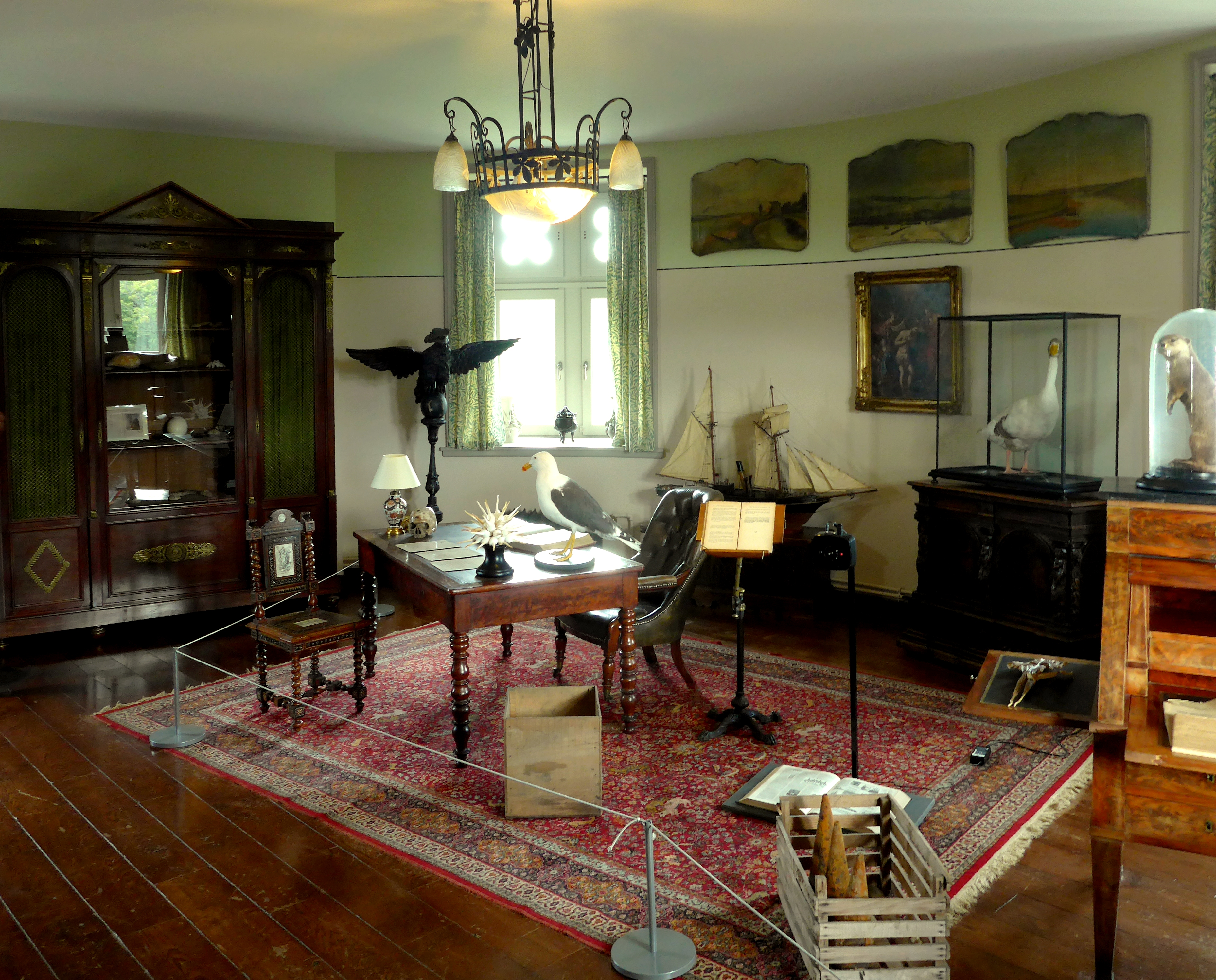
woonkamer
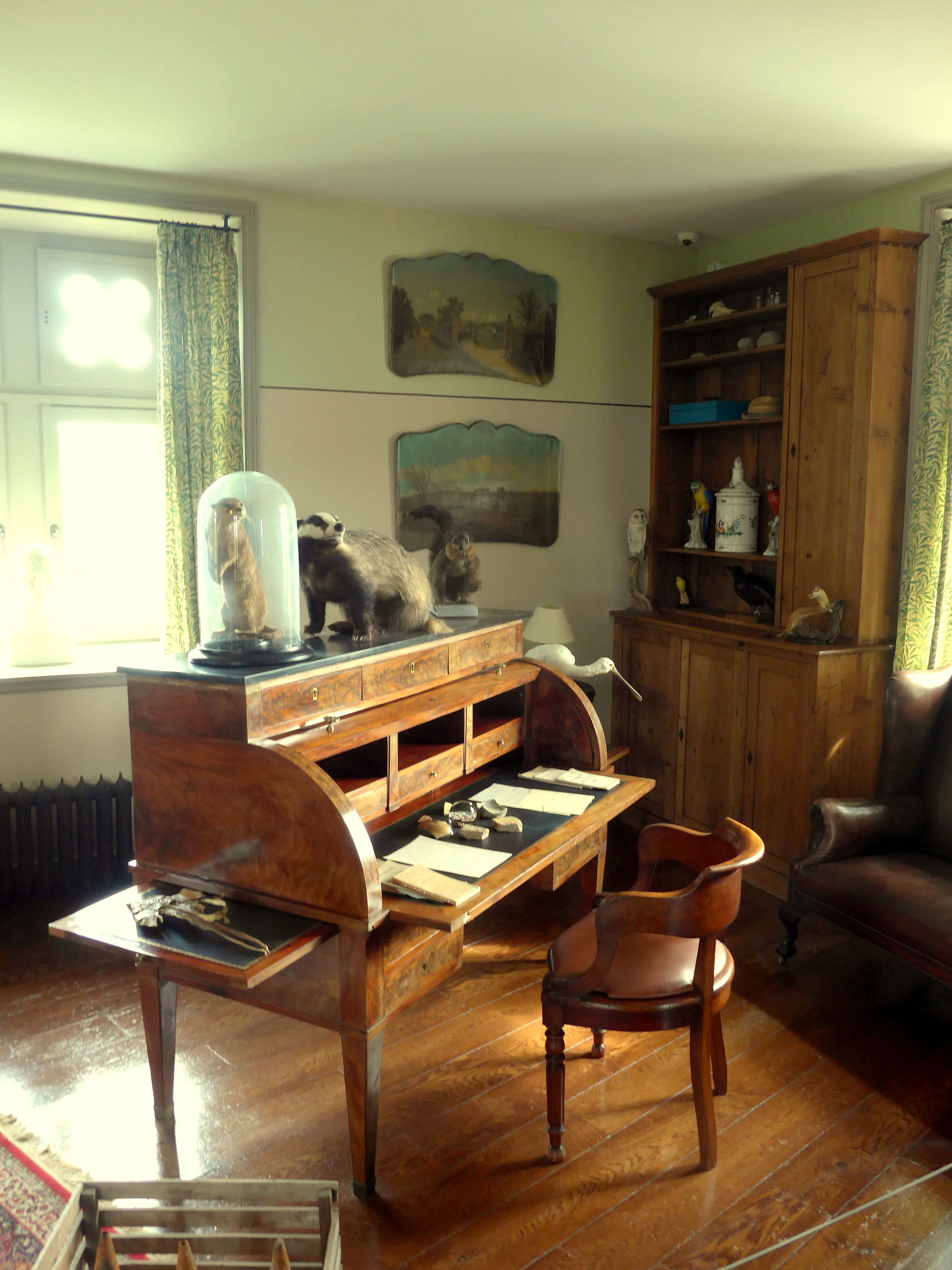
bureau
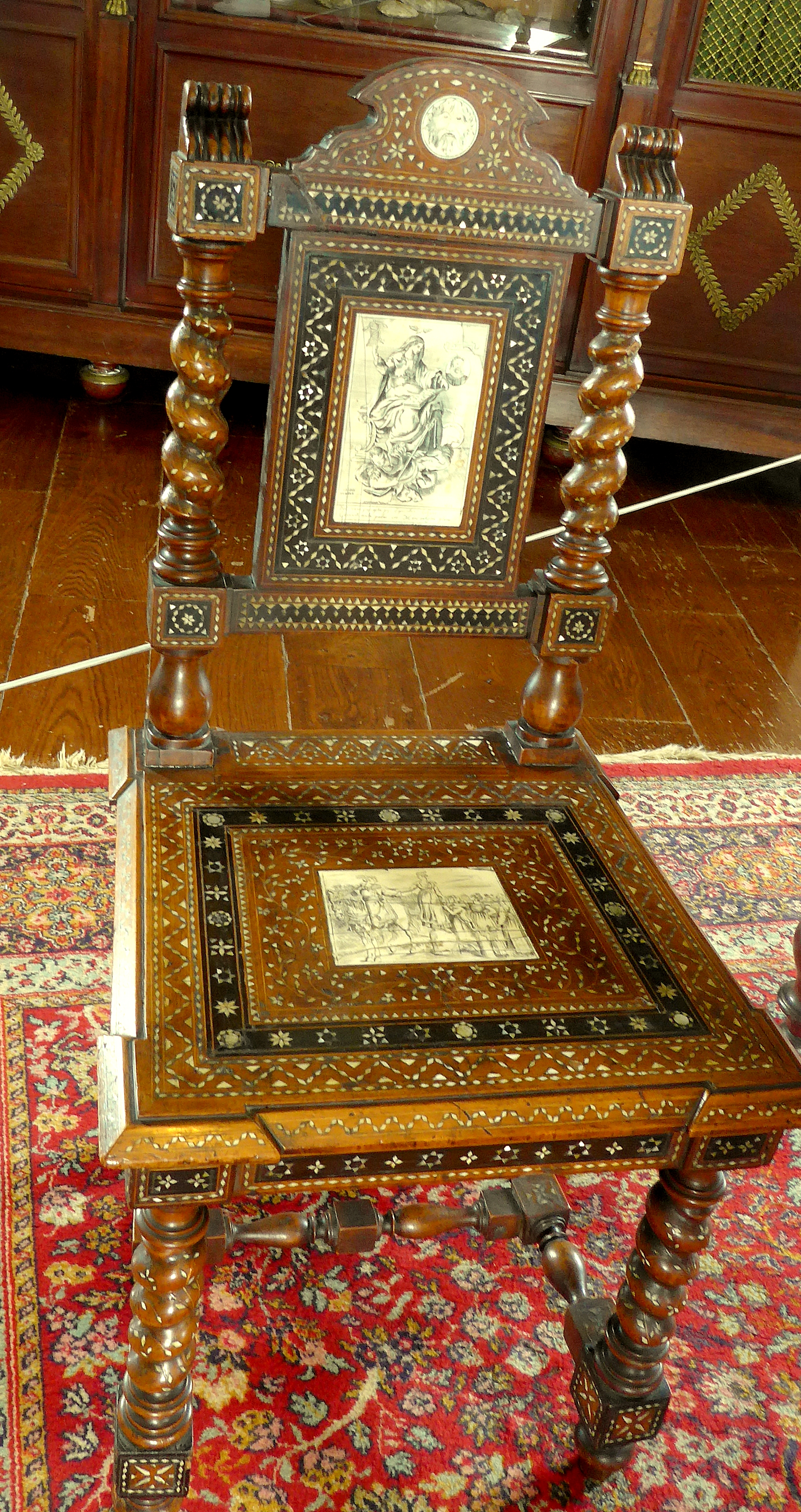
stoel
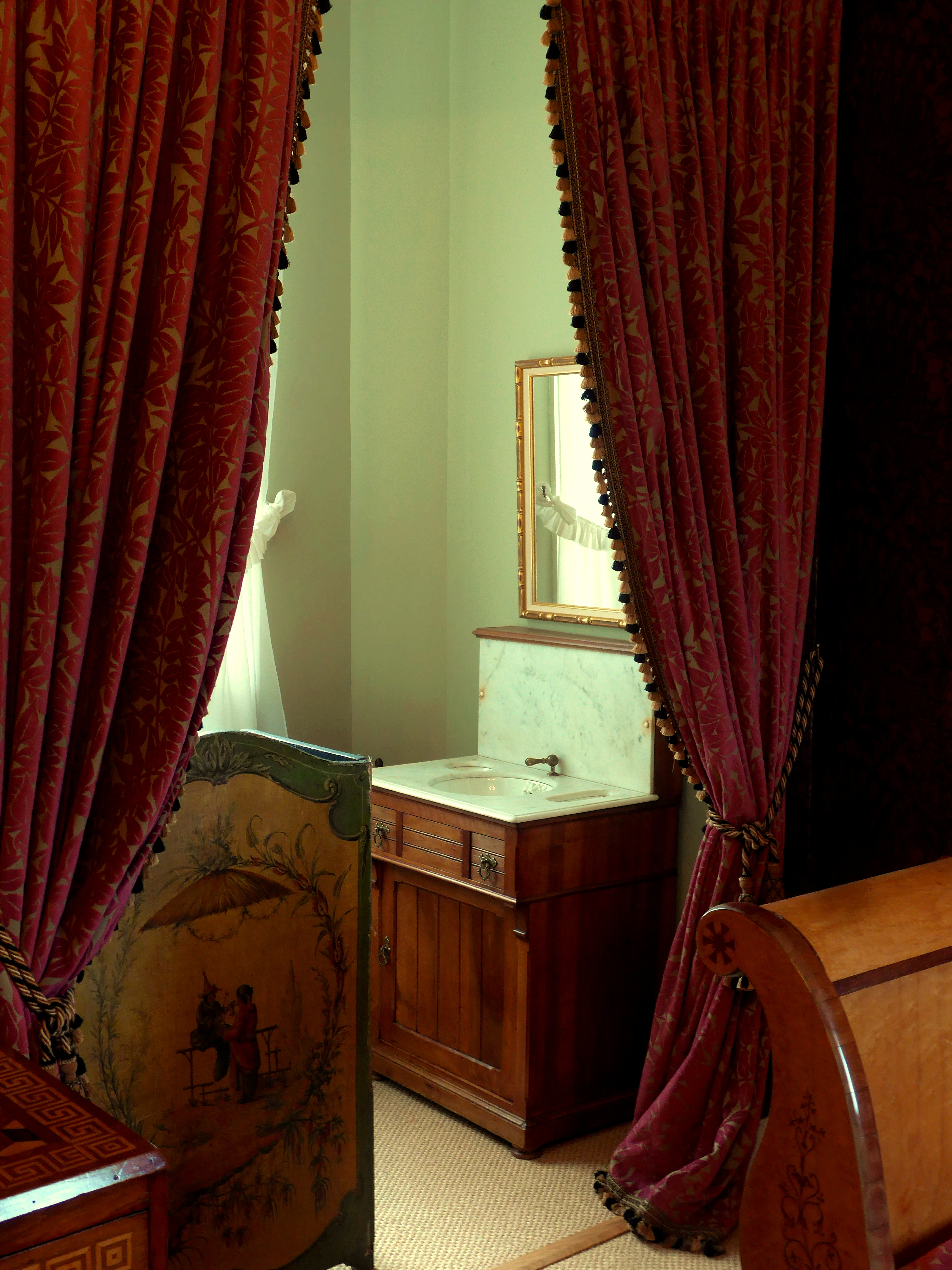
slaapkamer toiletmeubel
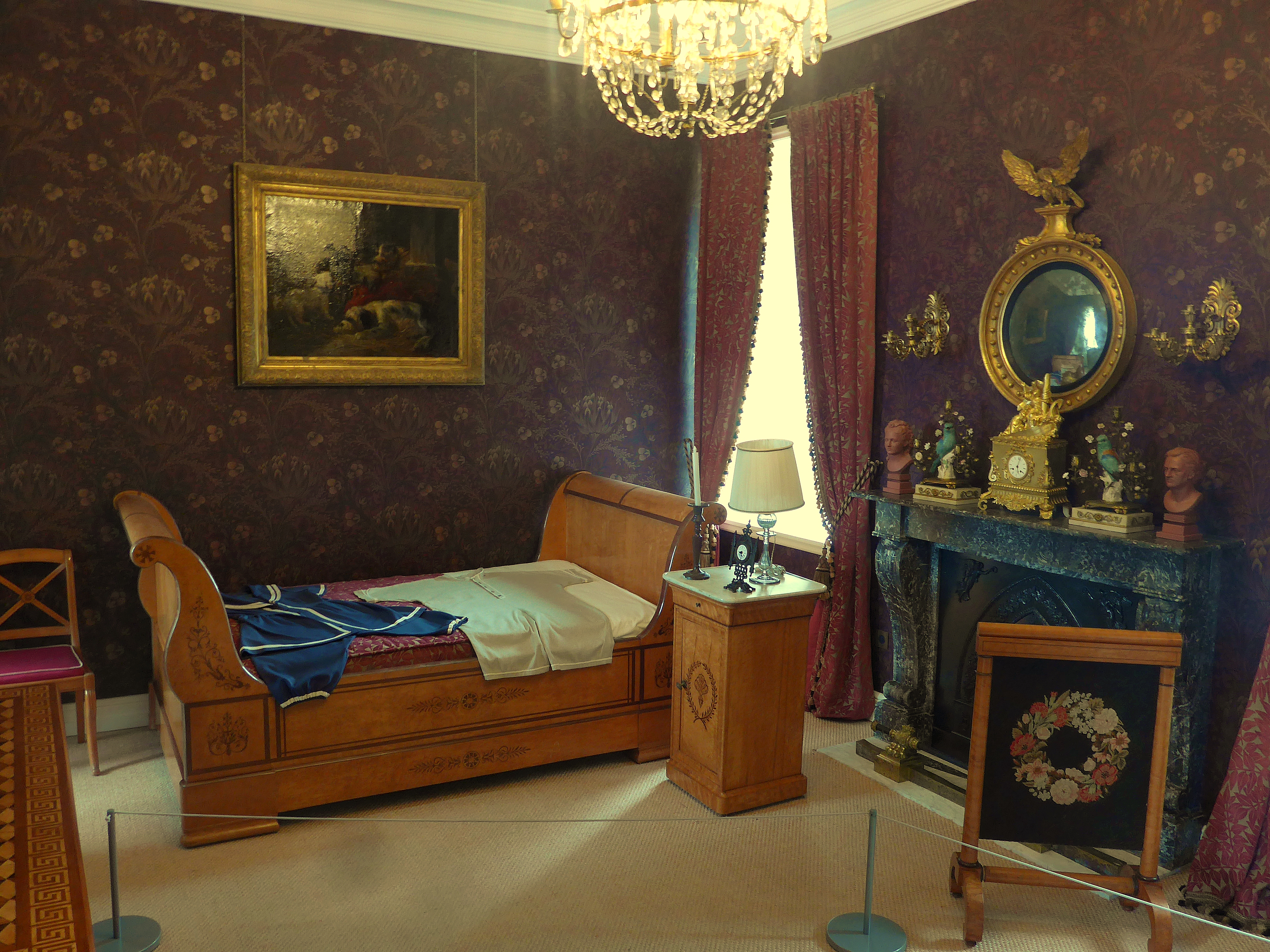
slaapkamer

## De tuinen
De in tudorstijl aangelegde tuinen bevinden zich buiten de middeleeuwse muren en zijn ontworpen door de tuinarchitecten Emmanuel de Quillacq en Christophe Laborde. Gelegen in het park van het kasteel is een Elizabethaans theater, het is volledig gemaakt van hout (lariks, sparren, eiken en bamboe) en biedt plaats aan 352 toeschouwers in conferentiemodus, maximaal 388 in Elizabethaans theatermodus.

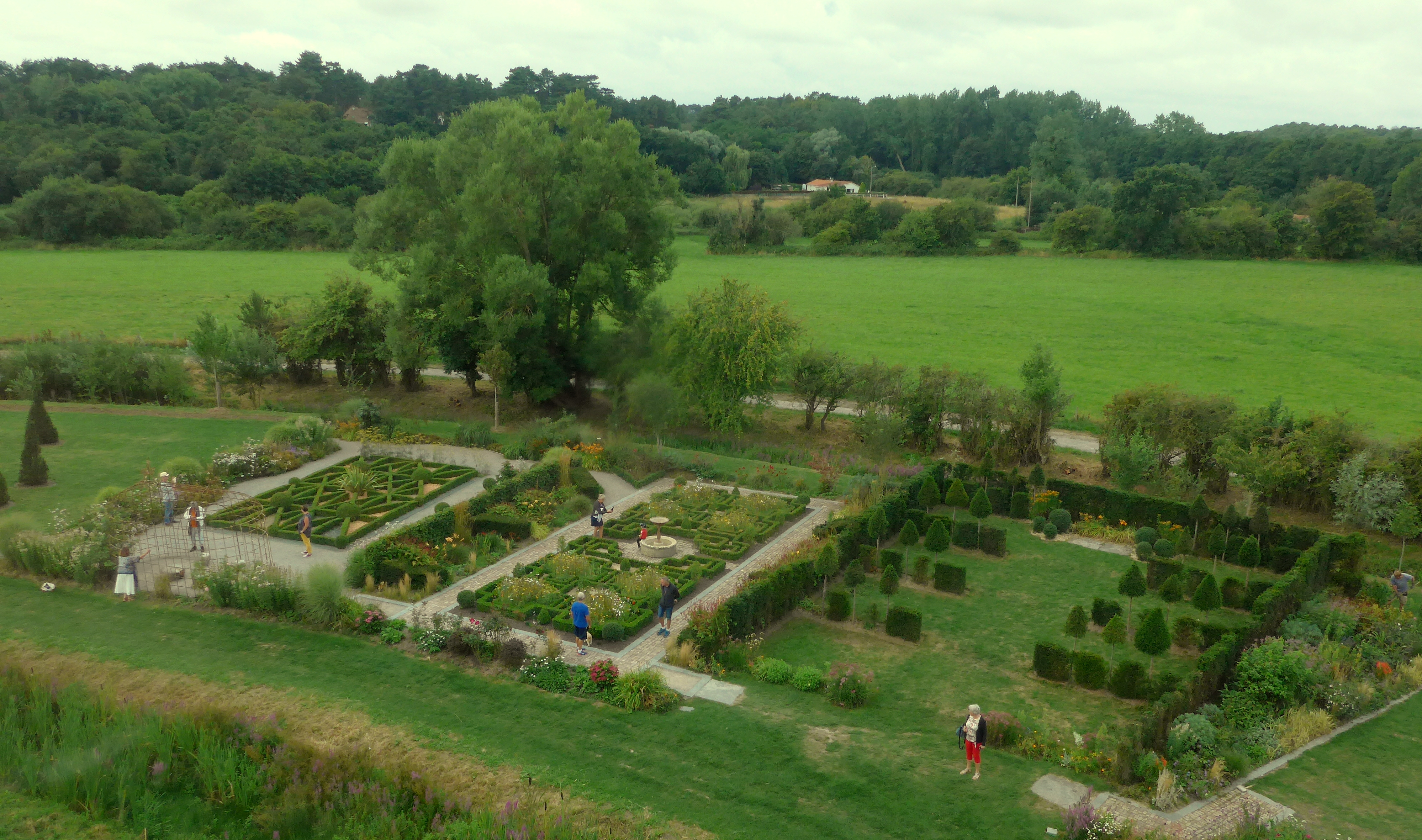
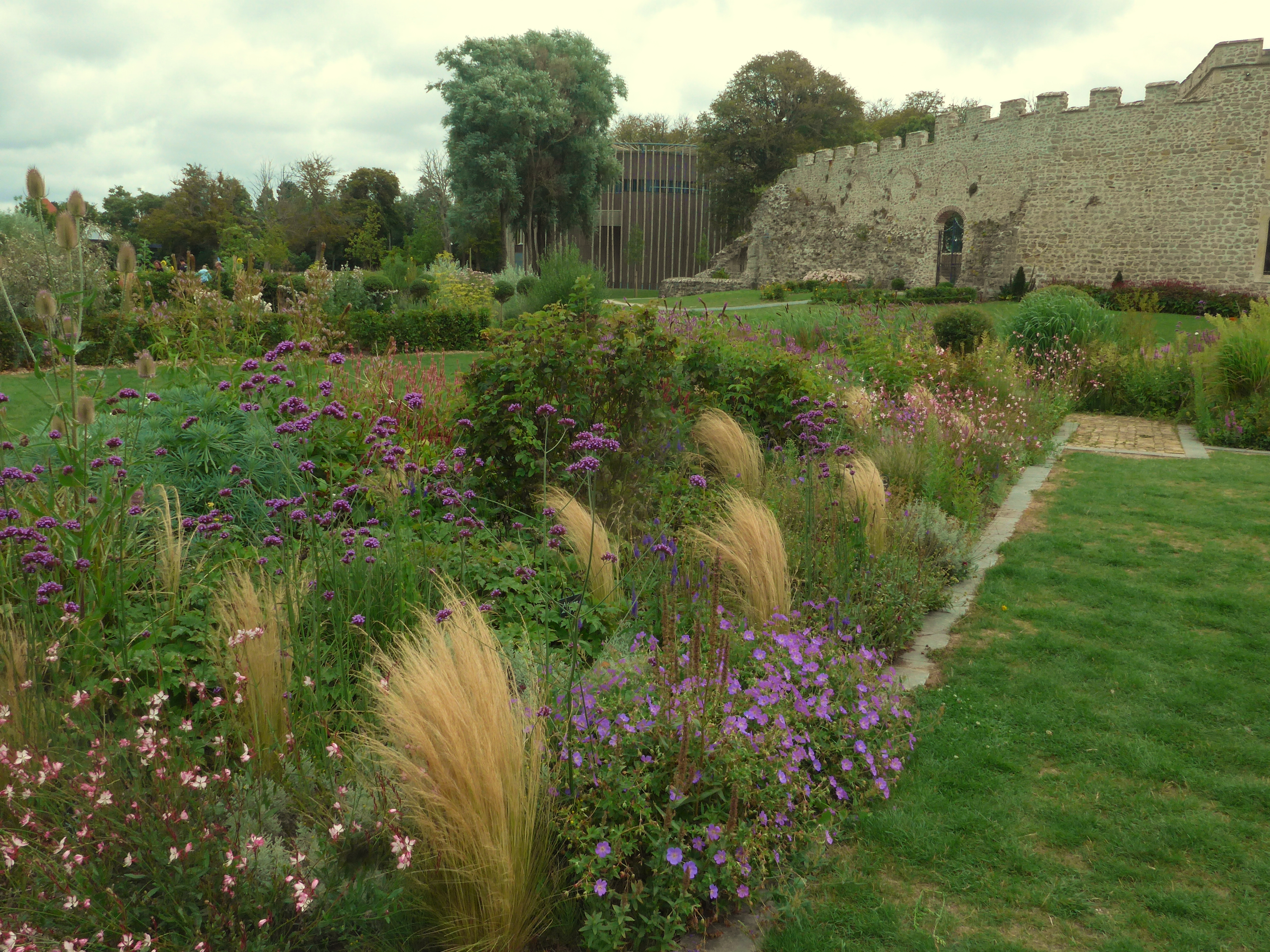
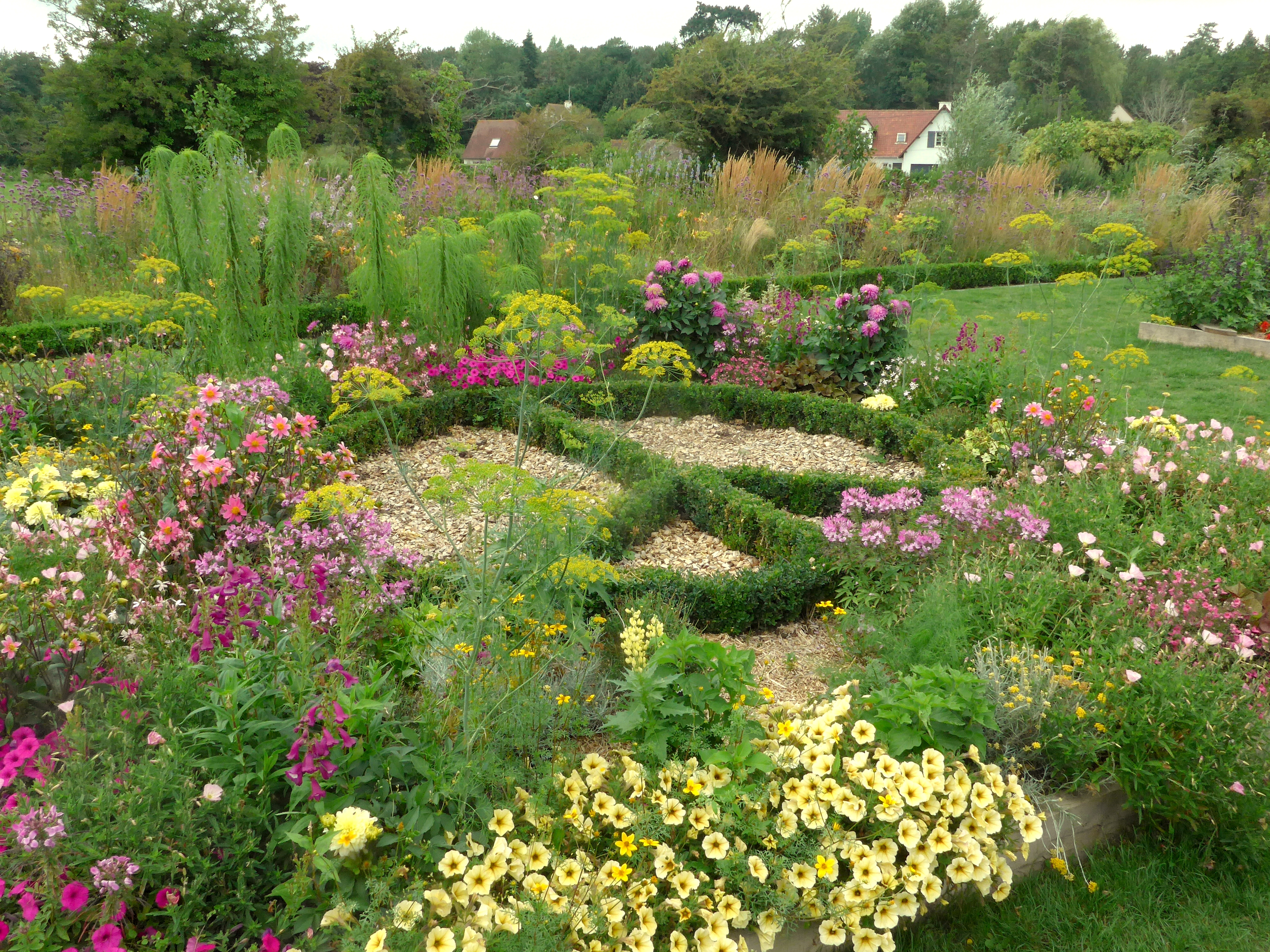
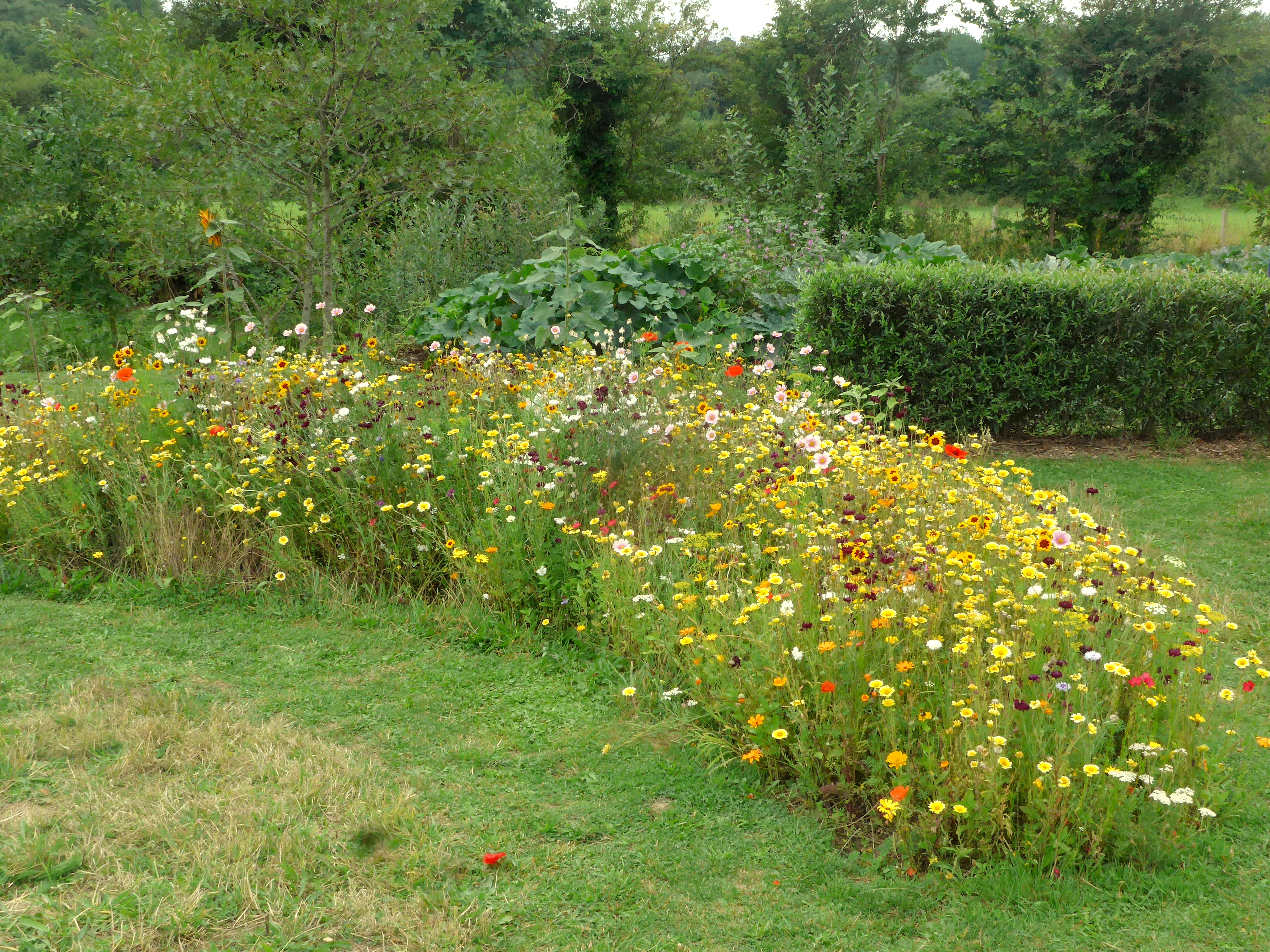
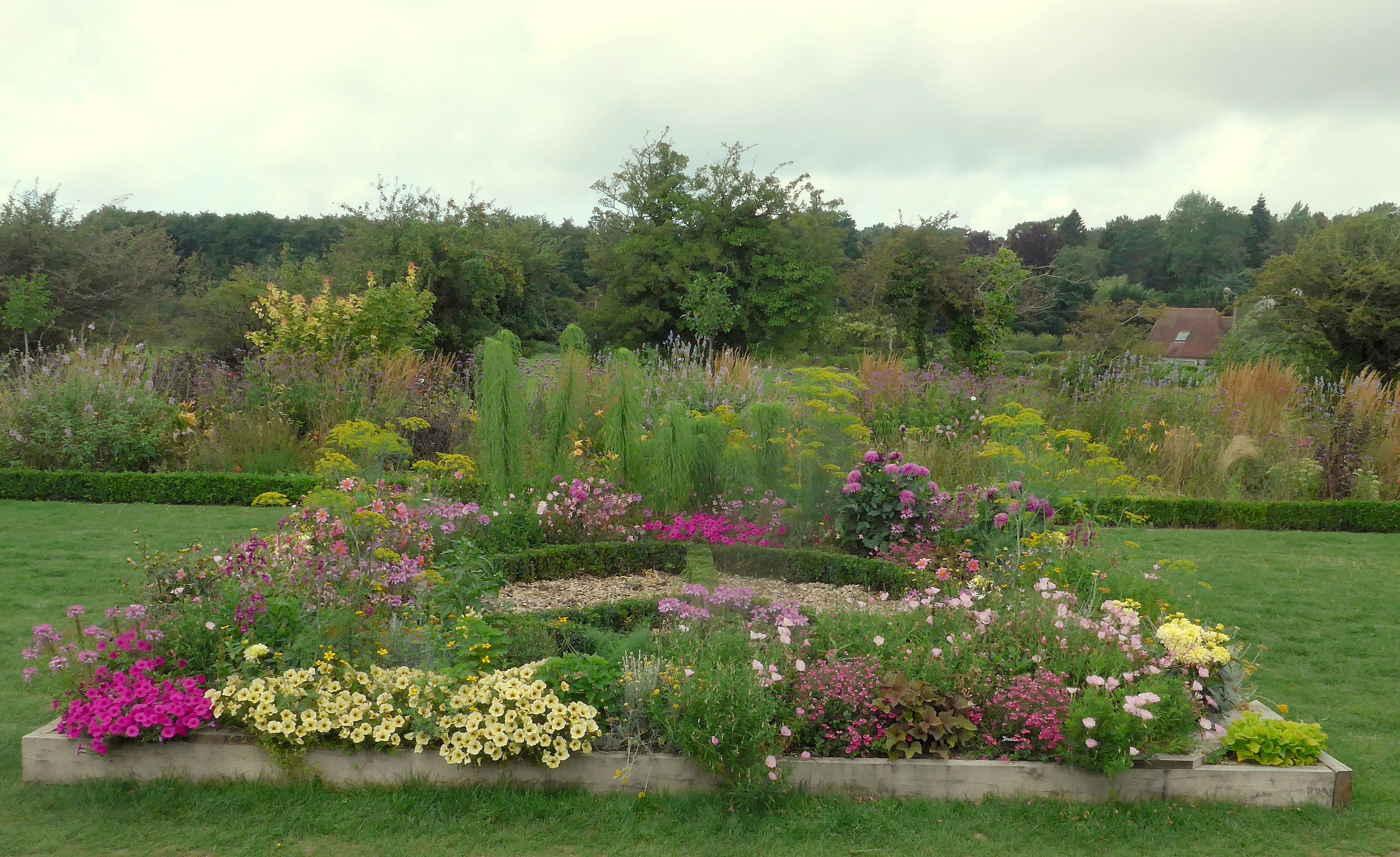
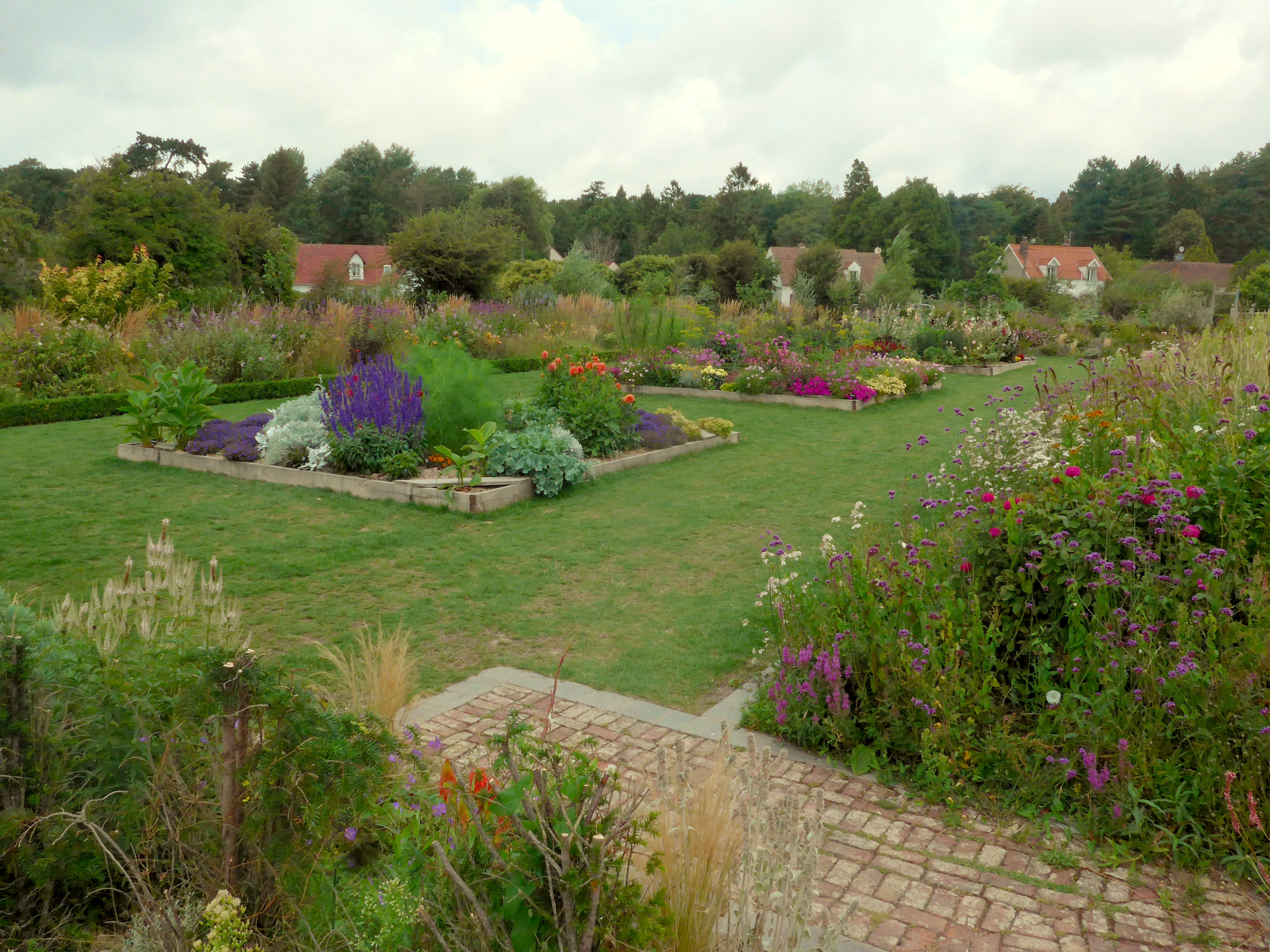
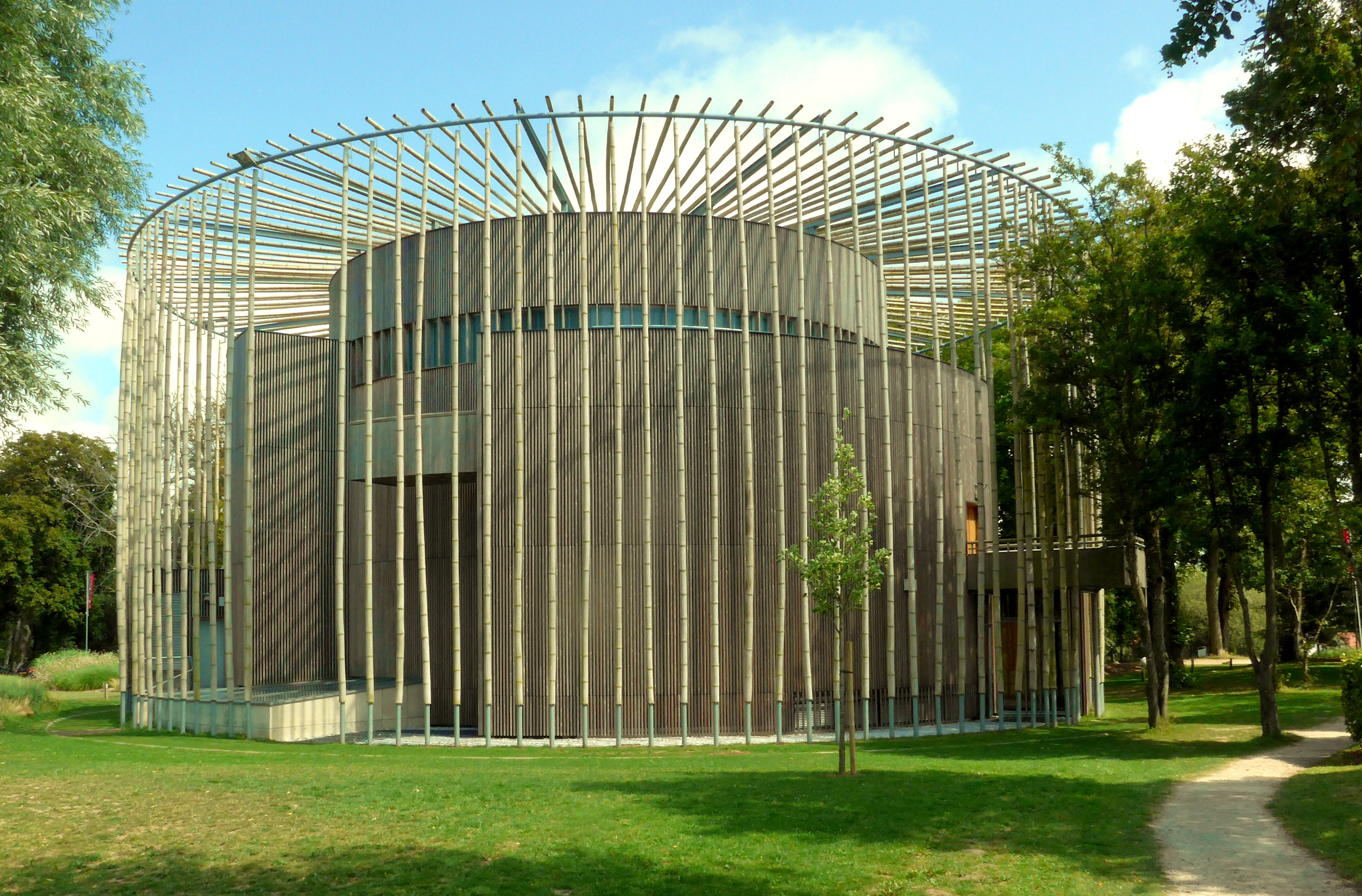
le théâtre élisabéthain